# Callidium viridicolle
Callidium viridicolle là một loài bọ cánh cứng trong họ Cerambycidae.